# Gümüşkavak, Posof
Gümüşkavak là một xã thuộc huyện Posof, tỉnh Ardahan, Thổ Nhĩ Kỳ. Dân số thời điểm năm 2010 là 71 người.